# Pyrrolidin-Alkaloide

Pyrrolidin, chemisches Grundgerüst der Pyrrolidin-Alkaloide

Die Pyrrolidin-Alkaloide sind Naturstoffe, die sich chemisch vom Pyrrolidin ableiten.

## Vorkommen
Alkaloide mit Pyrrolidin-Teilstruktur werden meist nach ihrem Vorkommen und ihrer biogenetischen Herkunft weiter unterteilt. Hygrin und Cuscohygrin wurden aus den Blättern des Coca-Strauches isoliert, während (−)-Codonopsinin aus der Waldrebenartigen Tigerglocke isoliert wurde.

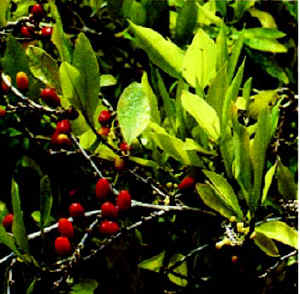
Coca-Strauch (Erythroxylum coca) mit Blättern und Früchten
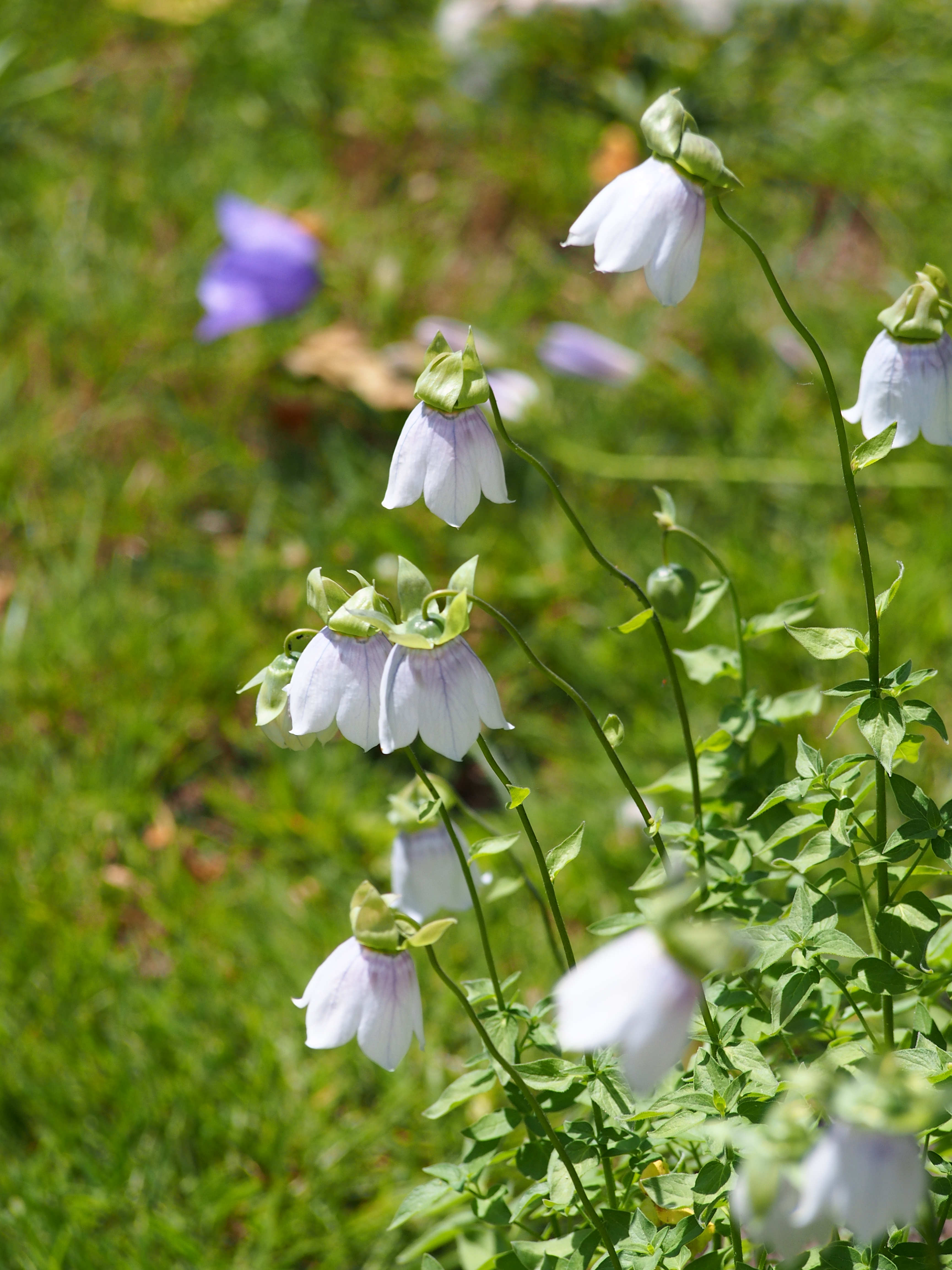
Waldrebenartige Tigerglocke (Codonopsis clematidea)

## Vertreter
Zu den wichtigsten Vertretern der Pyrrolidin-Alkaloide zählen Hygrin und Cuscohygrin. Ein weiterer Vertreter ist das (−)-Codonopsinin. Weiterhin zählen auch Ruspolinon, Norruspolinon und Norruspolin zu dieser Alkaloid-Gruppe.

(+)-Hygrin
(−)-Codonopsinin
(−)-Ruspolinon
(R)-Norruspolin

## Eigenschaften
Viele Pflanzen, die Cuscohygrin enthalten, werden in der Volksmedizin verschiedener Völker als Sedativa oder Narkotika verwendet.